# Приче Цигана у ноћи (књига)
Приче Цигана у ноћи (ромс. Raćutne Rromenđe paramiče) је књига прича и усменог предања на ромском и српском језику коју је приредио Зоран Јовановић, објављена 2002. године у издању "Слободана Машића" из Београда.

## Приређивач
Зоран Јовановић, ромски писац, рођен је 13. јула (1972) у ромској породици у Новим Карловцима. У свом родном селу је завршио основну школу. Живи у Новим Карловцима са оцем и сином и бави се бележењем обичаја, веровања и ритуала код Рома. Аутор је књиге Да ли знаш ромски? - српско-ромско-енглески разговорник. Књига представља први у свету српско-ромски-енглески разговорник.

## Илустратори
Радослав Зечевић је аутор дигиталних цртежа, а Ђорђе Томић фотографија.

## О књизи
Књига Приче Цигана у ноћи је збирка усменог предања сремских Рома. Књига садржи приповедаке, узречице, клетве и заклетве. Књига садржи и комад из традиционалног ромског живота Просидба, који Роми играју већ више од једног века и који је сада први пут забележен.
О разлозима зашто се бави скупљањем ромског блага Зоран Јовановић је за НИН рекао:
| „ | Када се Роми у будућности буду до краја еманциповали, неће више причати древне приче крај своје пословичне ватре. Предање које сам ја забележио и други скупљали у прошлости, учиниће да не изгубимо своју душу. То је оно што је за српски народ учинио Вук. | ” |